# پارک ملی یوستدالسبرین
پارک ملی یوستدالسبرین (نروژی: Jostedalsbreen nasjonalpark) یک پارک ملی در نروژ است که بزرگترین یخچال‌های طبیعی در سرزمین اصلی اروپا، را در بر می‌گیرد. این پارک با حکم سلطنتی در ۲۵ اکتبر ۱۹۹۱ تأسیس شد، و سپس در سال ۱۹۹۸، به شمال غربی گشترش یافت. این یوستدالسبرین در حال حاضر ۱٬۳۱۰ کیلومتر مربع (۵۱۰ مایل مربع) وسعت دارد و یخچال‌های طبیعی حدود ۸۰۰ کیلومتر مربع (۳۱۰ مایل مربع) از این پارک را پوشش می‌دهند.

## محل
این پارک در شهرداری‌های لوستر، سوگندال، گلپن، سونفجورد و استرین قرار دارد که همگی در بخش وست لند واقع شده‌اند. سه موزه و همچنین مراکز بازدید در این پارک وجود دارد.

## توپوگرافی
بلندترین نقطه در پارک قله Lodalskåpa با ۲٬۰۸۳ ۲٬۰۸۳ متر (۶٬۸۳۴ فوت) است. بالاترین نقطه یخچال، برنیببا، 22018 ۲٬۰۱۸ متر (۶٬۶۲۱ فوت) از سطح دریا و پایین‌ترین نقطه آن ۳۵۰ متر (۱٬۱۵۰ فوت) از سطح دریا ارتفاع دارند. یخچالهای طبیعی در سالهای اخیر منقبض شده‌است، و ویرانه‌هایی از مزارع وجود دارد که توسط یخچال‌های طبیعی در سال ۱۷۵۰ به دست آمد.

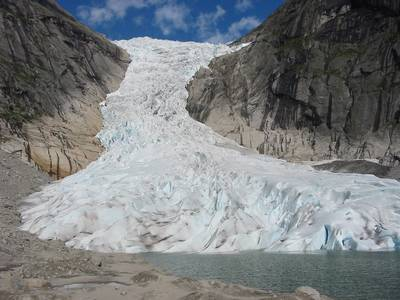
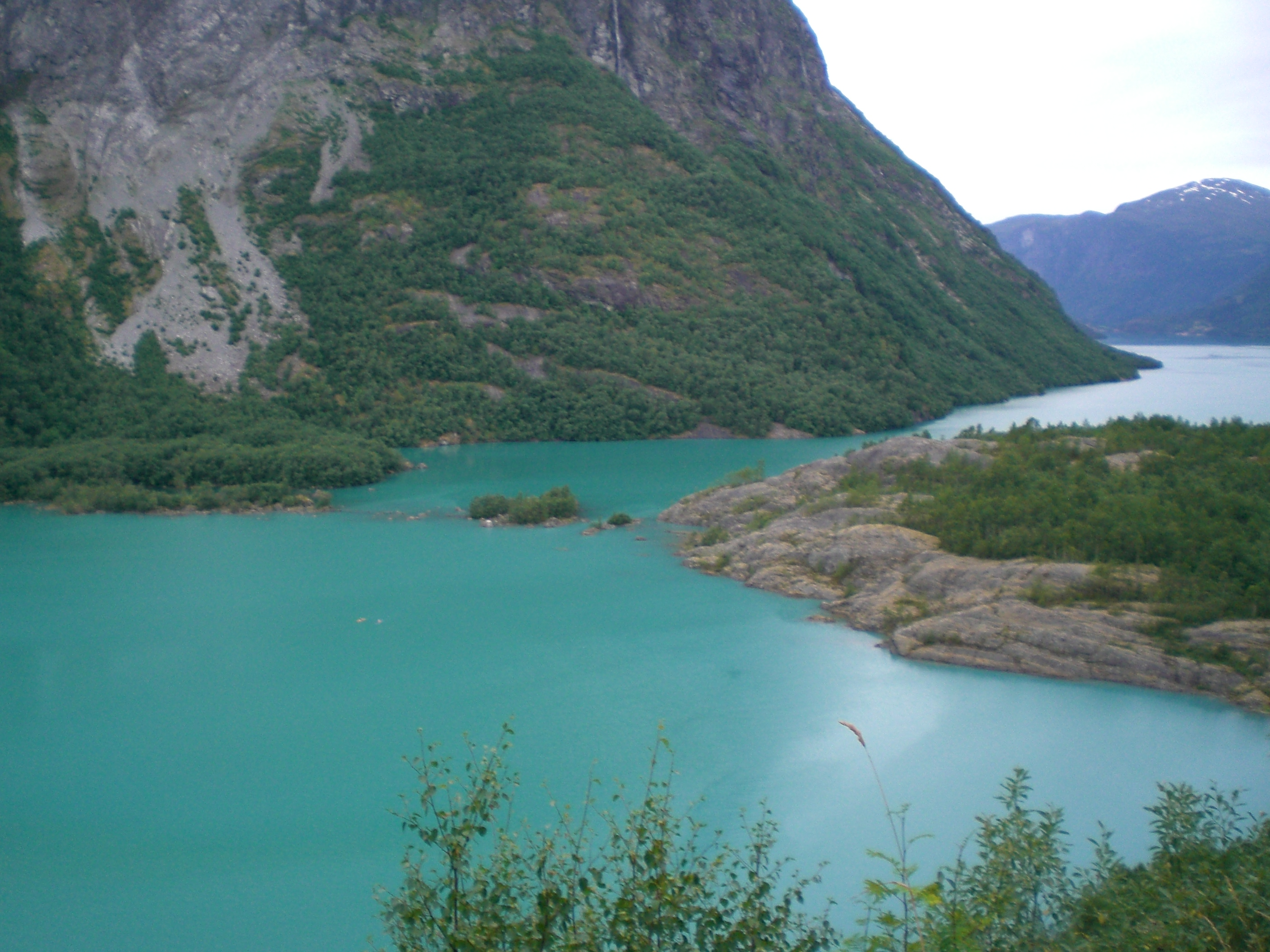
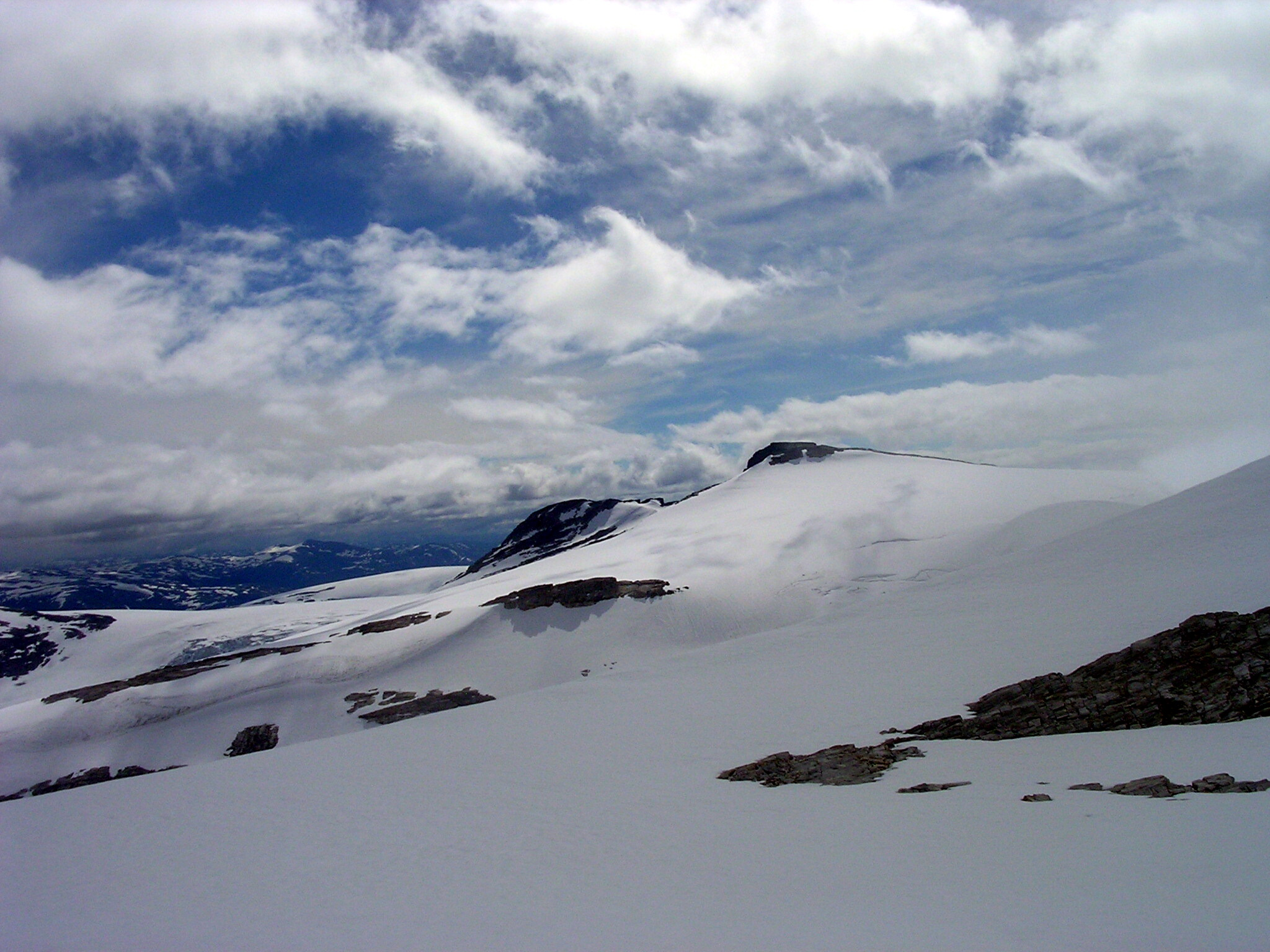
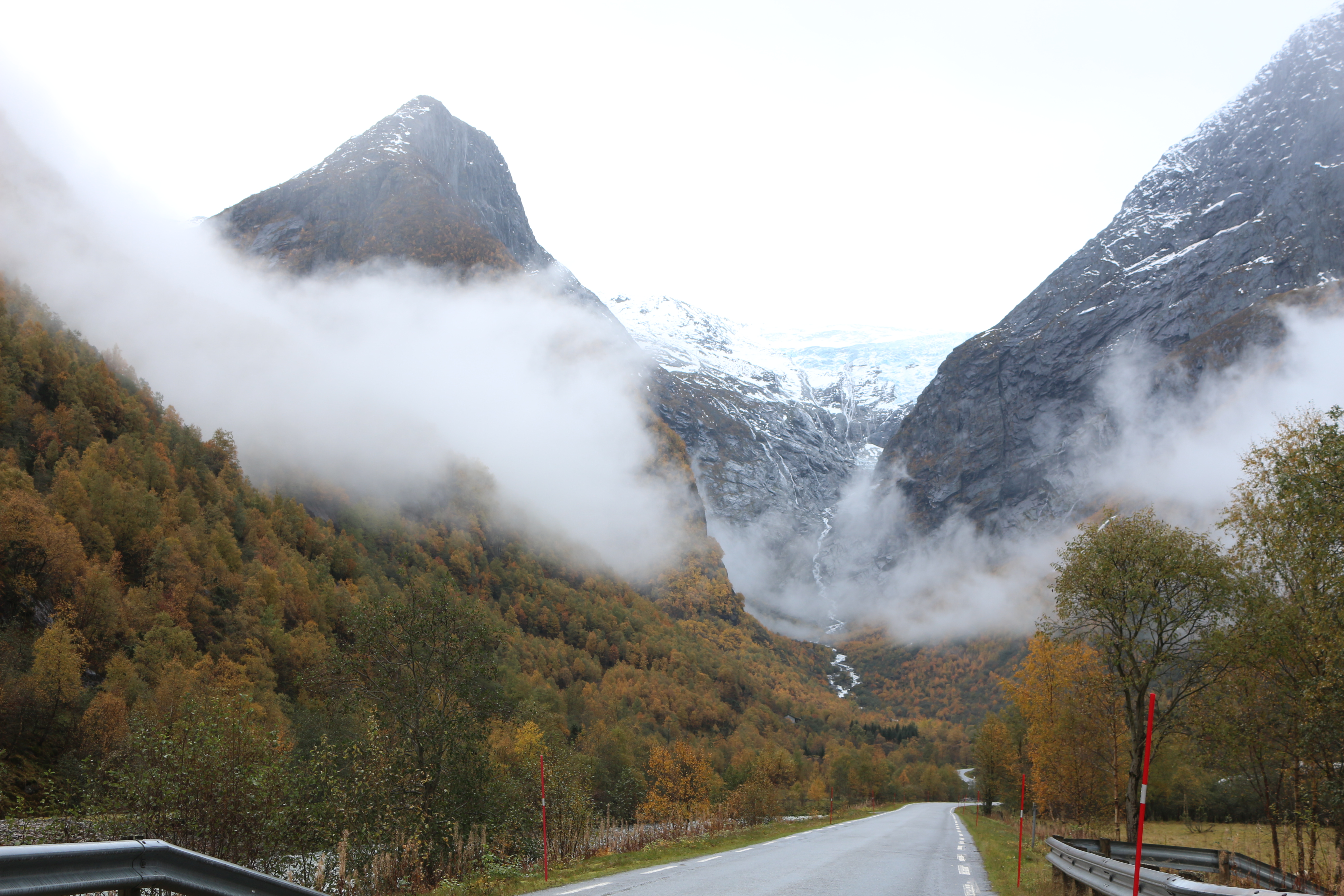